# Maria Asumpta

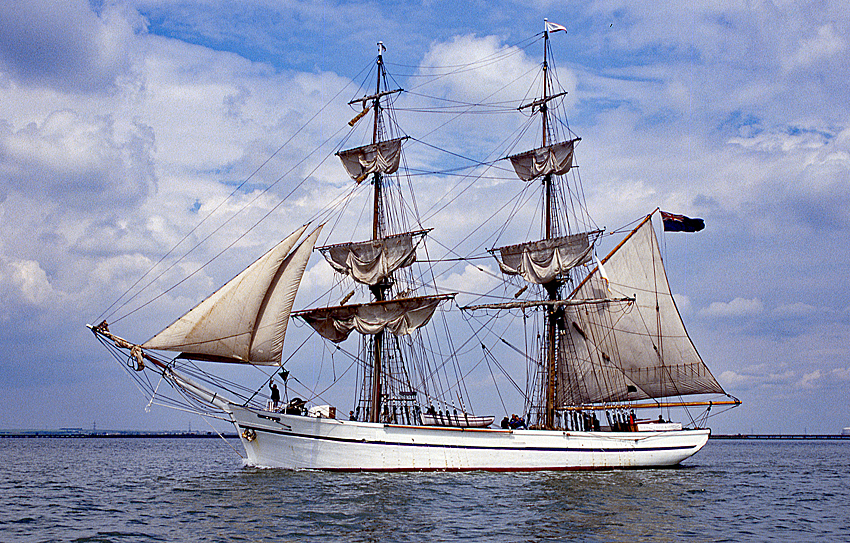
Die Maria Asumpta 1991 auf dem Medwey

Die Maria Asumpta war ein 1858 gebautes zweimastiges Segelschiff, das zunächst als Frachtschiff und zuletzt als Film- und Freizeitschiff diente. In den 1990er Jahren wurde sie als ältester noch segelnder Rahsegler bezeichnet. 1995 lief sie an der Felsküste von Cornwall auf und ging verloren, wobei drei Mitglieder der vierzehnköpfigen Besatzung ertranken.

## Schiffsgeschichte

### Verwendung und Reisen
1858 wurde die Maria Asumpta auf der Werft von Nicolas Pida im spanischen Badalona bei Barcelona für den Handel mit der „Neuen Welt“ als Brigantine oder Brigg gebaut. Auf ihrer Jungfernfahrt brachte sie Textilien nach Buenos Aires (Argentinien). In den 1930er Jahren wurde ein Motor eingebaut, und das immer weniger benutzte Rigg (Masten, Wanten usw.) wurde nach und nach verkleinert. Nach einer Umbenennung in Pepita wurde das Schiff 1953 in Ciudad de Inca umgetauft und noch bis 1978 eingesetzt, zuletzt ohne Masten für kürzere Fahrten im Mittelmeer.
1980 wollte der spanische Eigentümer die beiden Motoren des Schiffes verkaufen und den Holzrumpf verbrennen. Die Briten Mark Litchfield und Robin Cecil-Wright der China Clipper Society, die zum Betrieb des Traditionsseglers Marques gegründet worden war, kauften das Schiff daraufhin für den Preis der Motoren. In den nächsten 18 Monaten wurde die Ciudad de Inca im südspanischen Barbate grundüberholt, wobei große Teile des Holzrumpfes erneuert wurden, und segelte dann mit der Marques in Großbritannien, Portugal und den Kanarischen Inseln. Neben Sail-Training-Einsätzen wie der Clipper Challenge 1982 diente das Schiff in dieser Zeit auch für Filmaufnahmen.
Für Sail-Training-Aufgaben in ausländischen Gewässern war allerdings eigentlich eine Extra-Überprüfung der Schiffssicherheit notwendig. Am 25. November 1983 erhielt die Ciudad de Inca, ebenso wie die Marques, eine auf zwei Jahre befristete Ausnahmegenehmigung. Die Schiffe sollten nach einer Atlantiküberquerung in Kooperation mit der American Sail Training Association (ASTA) in Nordamerika eingesetzt werden. Die Partnerschaft von Litchfield und Cecil-Wright für die China Clipper Society war mittlerweile zerbrochen, und Cecil-Wright verzögerte die Abfahrt gerichtlich um mehrere Tage mit der Behauptung, die Schiffe seien nicht seetüchtig. Nach Ausräumung einiger Mängel liefen die Schiffe am 2. Dezember 1983 mit Ziel Teneriffa aus. Weiter ging die Fahrt nach Antigua, wo die Schiffe vor allem für Tagesfahrten eingesetzt wurden, bis sie nach San Juan in Puerto Rico segelten. Von dort aus fuhren sie mit dem von der ASTA organisierten Tall Ships Race nach Bermuda; auf der Reise musste ein Besatzungsmitglied auf See mit einem Rettungshubschrauber abgeborgen werden. Als die Regattateilnehmer in Bermuda ankerten, zog ein eigentlich für 30 Stunden später vorhergesagtes Tiefdruckgebiet mit starken Winden durch. Die Anker von Ciudad de Inca und Marques verloren dabei den Halt (schlierten), und die Ciudad de Inca beschädigte ihr Ruder, so dass sie vorübergehend – für die Etappe, auf der die Marques unterging und 19 Menschen in den Tod riss – aus dem Rennen ausschied.  Anschließend schloss sie sich wieder dem Regattafeld an und segelte mit ihm bis zur Stadt Québec in Kanada. Von 1984 bis 1987 blieb das Schiff auf den Großen Seen. Um diese zu verlassen, hätte das Schiff den US-amerikanischen Teil des Sankt-Lorenz-Seewegs befahren müssen. Die Eigentümer befürchteten, das Schiff werde dabei als Sicherheit für die bevorstehenden Gerichtsprozesse zum Marques-Untergang beschlagnahmt werden. Erst 1988 kehrte die Ciudad de Inca nach Großbritannien zurück.
Dort erhielt das Schiff wieder den Namen Maria Asumpta. Es ging in das Eigentum der Mark Litchfield gehörenden Yalefleet, Ltd. über; die China Clipper Society wurde aufgelöst. Unterstützt wurde das Schiff nun durch die neugegründete Organisation Friends of the Maria Asumpta (FMA). Als Folge des Marques-Untergangs waren in Großbritannien und anderen Ländern die Anforderungen an Schiffe für Sail-Training gestiegen. Die Maria Asumpta wurde daraufhin nicht mehr offiziell als Sail-Training-Schiff eingesetzt, sondern erhielt rechtlich den Status einer privaten Jacht; Mitglieder der Unterstützer-Organisation konnten jedoch weiterhin ohne Vorkenntnisse mitsegeln und wurden voll in den Bordalltag eingebunden. In der Mitte der 1990er Jahre arbeitete Litchfield allerdings mit den Behörden zusammen, um Auflagen für die Sail-Training-Bescheinigung zu erfüllen. In den letzten Jahren wurde die Maria Asumpta als ältester noch segelnder Rahsegler bezeichnet und als „ältestes noch regelmäßig segelndes Schiff“ beworben. 1994 nahm sie an der zweiten Auflage des Großseglertreffens Armada Rouen teil.

### Untergang
Im Winter 1994/95 wurde die Maria Asumpta, einschließlich der Motoren, eingehend überholt. Dabei wurde Motoren-Kraftstoff verunreinigt; danach wurde nicht der gesamte Kraftstoffvorrat entsorgt, sondern nur der Teil, in dem sich die Verunreinigung normalerweise ablagert. Ob das zum späteren Schiffsunglück beigetragen hat, konnte nie genügend geklärt werden und wurde im Gerichtsprozess nicht in größerem Umfang berücksichtigt.
Im Frühjahr 1995 nahm die Maria Asumpta wieder ihre Fahrten auf. Am 30. Mai fuhr sie bei gutem Wetter mit vierzehn Mann an Bord unter Kommando von Kapitän Litchfield von Swansea (Wales) entlang der englischen Küste nach Padstow (Cornwall). Auf der zweiten Hälfte der Fahrt segelte Litchfield ziemlich dicht an der Küste, um, wie er später aussagte, die Aussicht zu genießen und dem starken Gezeitenstrom zu entgehen. Vor der Einfahrt in den Hafen von Padstow schiebt sich die Küste noch einmal sehr weit nach Westen hinaus. Bei leichtem Nordwestwind, kräftigem Seegang und ungünstigem Gezeitenstrom gelang es dem Rahsegler nicht, einen ausreichenden Abstand von der Landspitze zu gewinnen, weshalb der Kapitän gegen 16:01 Uhr den Motor einsetzte.
Etwa fünf Minuten nach dem Anlassen versagte die Maschine abrupt. Unter Segeln gelang es dem Schiff nicht, sich von der Küste freizufahren, und gegen 16:16 Uhr lief die Maria Asumpta am Mouls Rock auf einen Felsen unter der Wasseroberfläche (50° 35′ 40,4″ N, 4° 55′ 27,8″ W). Erst jetzt setzte der Kapitän einen Mayday-Ruf ab und hieß alle Besatzungsmitglieder, sich auf die Felsen zu retten. Niemand trug zu diesem Zeitpunkt eine Rettungsweste; sie lagerten unerreichbar unter Deck. Binnen Minuten hatte das Schiff 20° Schräglage (bis zu 60°, wenn eine Welle das Schiff traf), das Rigg kam herunter, dann brach der hölzerne Rumpf auseinander. Zwei Rettungsinseln hatten sich automatisch am Heck des Schiffes aufgeblasen und schwammen, mit einer Leine verbunden, in seiner Nähe, wurden jedoch nicht benutzt. Während mehrere Boote und ein Rettungshubschrauber zum Wrack eilten, konnte der Großteil der Besatzungsmitglieder vom Bug der Maria Assumpta in Wellentälern auf die nahen Felsen springen; zwei Personen wurden dabei jedoch von der nächsten Welle wieder in die See gezogen; ein Mann sprang direkt ins Wasser, eine Frau (der Smut) blieb auf dem Schiff, bis es direkt unter ihr entzweibrach. Der Bordingenieur, der sich bereits gerettet hatte, sprang ins Wasser, um vergeblich zu versuchen, einem anderen Besatzungsmitglied zu helfen. Er und ein weiterer Mann, der ins Meer gerissen wurde, als er dem Bordingenieur helfen wollte, wurden schließlich von einem Fischerboot aus der See gezogen. Drei Besatzungsmitglieder ertranken – darunter beide Frauen an Bord – und wurden in zwei Fällen erst nach 25 Tagen gefunden.

## Juristisches Nachspiel
Der Kapitän und Eigner Litchfield wurde später wegen fahrlässigen Totschlags (involuntary manslaughter) zu 18 Monaten Gefängnis verurteilt; das Urteil wurde auch in der Berufung aufrechterhalten. Der Untergang wurde später als Beispielfall für grob fahrlässigen Totschlag (gross negligence manslaughter) benutzt, da Litchfield einen risikoreicheren Kurs gewählt und sich dabei zu sehr auf seinen Motor verlassen habe, obwohl er um die Verunreinigung des Kraftstoffs gewusst habe. Für den 19 Todesopfer fordernden Untergang der Marques, deren Miteigentümer Litchfield gewesen war, war es hingegen nie zu einer Anklage gekommen.

## Schiffsdaten
Die Schiffsdaten der Maria Asumpta waren, laut Parrott (2003):
| Rigg                   | Brigg (ursprünglich eventuell Brigantine)                                 |
| Rumpf                  | Holz                                                                      |
| Länge über alles (Lüa) | 125 Fuß (38,1 Meter)                                                      |
| Deckslänge             | 98 Fuß (29,9 Meter)                                                       |
| Tiefgang               | 10 Fuß 6 Zoll (3,2 Meter)                                                 |
| Breite                 | 25 Fuß (7,6 Meter)                                                        |
| Tonnage                | 127 Bruttotonnen, 72 Nettotonnen                                          |
| Maschine               | 2 GEC Dorman 6 LET-Diesel mit je 175 PS; trieben jeweils eine Schraube an |